# Championnats du monde de paratriathlon 2021
Navigation
Édition précédente Édition suivante
Les championnats du monde de paratriathlon 2021 se déroulent le 5 novembre 2021 à Abou Dabi (Émirats arabes unis). La rencontre mondiale est intégrée au  programme des séries mondiales de triathlon. Les paratriathlètes s'affrontent sur la distance sprint (750 m de natation, 20 km de vélo et 10 km de course à pied) selon une catégorisation spécifique à leurs handicaps. Chaque catégorie décernant le titre de champion du monde de paratriathlon correspondant après une épreuve mixte et un classement différencié des paratriathlètes féminins et masculins. 

## Palmarès
| Médaille           | PTWC                  | PTS2           | PTS3               | PTS4                       | PTS5               | PTVI                     |
| ------------------ | --------------------- | -------------- | ------------------ | -------------------------- | ------------------ | ------------------------ |
| Médaille d'or      | Jetze Plat H2         | Jules Ribstein | Victor Cheboratev  | Alexis Hanquinquant        | Christopher Hammer | Dave Ellis B3            |
| Médaille d'argent  | Geert Schipper H2     | Lionel Morales | Daniel Molina      | Hideki Uda                 | Aleksandr Konyshev | Héctor Catalá Laparra B2 |
| Médaille de bronze | Florian Brungraber H2 | Wim De Paepe   | Nico Van Der Burgt | Alejandro Sánchez Palomero | Ronan Cordeiro     | Kyle Coon B1             |

| Médaille           | PTWC               | PTS2        | PTS3                 | PTS4                | PTS5            | PTVI                                 |
| ------------------ | ------------------ | ----------- | -------------------- | ------------------- | --------------- | ------------------------------------ |
| Médaille d'or      | Lauren Parker H1   | Hailey Danz | Andrea Miguelez Ranz | Kelly Elmlinger     | Claire Cashmore | Susana Rodríguez Guide : Sara Loehr  |
| Médaille d'argent  | Jessica Ferrera H1 | Fran Brown  | Élise Marc           | Marta Francés Gomez | Grace Norman    | Anna Barbaro Guide : Charlotte Bonin |
| Médaille de bronze | Eva María Moral H1 | Liisa Lilja | Evgeniya Koroleva    | Elke Van Engelen    | Alisa Kolpakchy | Alison Peasgood                      |